# Serie B
Serie B (phát âm tiếng Ý: [ˈsɛːrje ˈbi]), được đổi tên thành Serie BKT vì lý do tài trợ, là giải đấu cao thứ hai trong hệ thống các giải bóng đá Ý sau Serie A. Nó đã hoạt động được hơn 90 năm kể từ mùa giải 1929–30. Giải được tổ chức bởi Lega Calcio cho đến năm 2010, khi Lega Serie B được thành lập cho mùa giải 2010–11. Biệt danh phổ biến của giải đấu là campionato cadetto và cadetteria, vì cadetto là tên tiếng Ý có nghĩa là thiếu niên hoặc thiếu sinh quân.
Đây là giải đấu duy nhất sử dụng thẻ xanh lục.

## Lịch sử
Giải vô địch bóng đá hạng hai (junior) được thành lập ở Ý vào năm 1904; sau bảy thay đổi của giải đấu lớn của FIGC. Nó được gọi là Hạng hai (Seconda Categoria), và bao gồm các đội cấp cao của các câu lạc bộ thị trấn và các đội trẻ của các câu lạc bộ thành phố. Nếu đội đầu tiên giành chức vô địch, họ sẽ được thăng hạng Nhất (Prima Categoria), do đó được cải thiện về quy mô: đội đầu tiên đạt được vinh dự này là Pro Vercelli năm 1907, đội thậm chí còn giành được scudetto năm 1908. FIGC đã nhiều lần cố gắng giới thiệu ngược lại, nhưng cuộc cải cách chỉ thực sự được áp dụng vào năm 1921 bởi CCI ly khai ở Liên đoàn phía Bắc, bao gồm Giải hạng nhất và Giải hạng hai: các đội đầu tiên xuống hạng là AC Vicenza và FC Inter ngay cả khi, sau khi tái hợp với FIGC, các quy định đã được thay đổi và Venezia bị giáng chức thay vì câu lạc bộ Milanese . Ngay cả khi thuộc cùng một giải đấu, khác với Giải hạng nhất, Giải hạng hai vẫn dựa trên nhóm địa phương với tiêu chí gần nhau.
Chỉ đến năm 1928, chủ tịch FIGC Leandro Arpinati mới thực hiện một cuộc cải cách lớn: sau một năm, một giải hạng hai mới dựa trên thể thức quốc gia tương tự của giải đấu lớn sẽ ra đời. Serie B bắt đầu vào năm 1929 với 18 câu lạc bộ và tiếp tục cho đến Thế chiến thứ hai, sau đó nó lại bị chia cắt giữa miền bắc và miền nam đất nước do hậu quả của chiến tranh. Giải vô địch lại trở thành quốc gia vào năm 1948, và trong nhiều năm ở nửa sau thế kỷ 20, nó được tổ chức bởi 20 câu lạc bộ. Vào năm 2003–04, một nhóm gồm 24 đội được thành lập, nhóm lớn nhất trong lịch sử mọi cấp độ của giải vô địch Ý. Sau năm 2004, thể thức 22 đội được áp dụng cùng với vòng loại trực tiếp.
Sau khi Serie A tách khỏi Serie B để thành lập Lega Serie A, Lega Serie B được cải tổ vào ngày 7 tháng 7 năm 2010. Liên đoàn đã ký hợp đồng với nhà tài trợ mới cho các mùa giải 2010–11 và 2011–12; đổi tên giải đấu từ Serie B TIM thành Serie Bwin. Giải đấu lại đổi tên thành Serie B ConTe.it vì lý do tài trợ.
Serie B là giải đấu thấp nhất có 5 câu lạc bộ từng thi đấu: Torino, Juventus, Milan, Roma và Lazio.

## Thể thức thi đấu

### Mùa giải
Trong mùa giải thông thường, mỗi câu lạc bộ thi đấu với những đội còn lại hai lần (theo hệ thống lượt đi lượt về), một lần trên sân nhà và một lần trên sân đối thủ, tổng cộng 38 trận. Các trận lượt đi (andata) và lượt về (ritorno) diễn ra theo cùng một thứ tự. Các đội nhận được ba điểm cho một trận thắng, một điểm cho một trận hòa và không có điểm nào cho một trận thua.
Từ mùa giải 2006–07 đến 2019–20, nhà vô địch Serie B đã được trao cúp Ali della Vittoria (Đôi cánh chiến thắng). Chiếc cúp cao 63 cm và nặng 5 kg. Thiết kế của nó tượng trưng cho đôi cánh của Nike, nữ thần chiến thắng của Hy Lạp, cầm một chiếc cốc tương tự như ngọn lửa Olympic. Từ mùa giải 2021–22, Coppa Nexus đã thay thế chiếc cúp trước đó.
Serie B bao gồm 20 đội cho đến mùa giải 2002–03. Nó được mở rộng lên 24 đội cho mùa giải 2003–04 do các vấn đề pháp lý liên quan đến việc xuống hạng của Catania. Giải đấu trở lại thành 22 đội từ mùa giải 2004–05, trong khi Serie A mở rộng từ 18 lên 20 đội.
Dưới đây là bản ghi đầy đủ về số đội thi đấu trong mỗi mùa giải trong suốt lịch sử giải đấu:
- 1929–1933: 18 câu lạc bộ
- 1933–1934: 26 câu lạc bộ (chia làm 2 bảng)
- 1934–1935: 32 câu lạc bộ (chia làm 2 bảng)
- 1935–1936: 18 câu lạc bộ
- 1936–1937: 16 câu lạc bộ
- 1937–1938: 17 câu lạc bộ
- 1938–1943: 18 câu lạc bộ
- 1946–1947: 60 câu lạc bộ (chia làm 3 nhóm)
- 1947–1948: 54 câu lạc bộ (chia làm 3 bảng)
- 1948–1950: 22 câu lạc bộ
- 1950–1951: 21 câu lạc bộ
- 1951–1952: 22 câu lạc bộ
- 1952–1958: 18 câu lạc bộ
- 1958–1967: 20 câu lạc bộ
- 1967–1968: 21 câu lạc bộ
- 1968–2003: 20 câu lạc bộ
- 2003–2004: 24 câu lạc bộ
- 2004–2018: 22 câu lạc bộ
- 2018–2019: 19 câu lạc bộ
- 2019–nay: 20 câu lạc bộ

### Lên và xuống hạng
Vào cuối mùa giải, có 3 đội thăng hạng Serie A và 4 đội xuống hạng Serie C.
Hai đội đứng đầu sẽ tự động được thăng hạng và đội đứng thứ ba chỉ tự động được thăng hạng nếu hơn đội xếp thứ tư hơn 14 điểm. Nếu đội xếp thứ ba hơn đội xếp thứ tư không quá 14 điểm thì các đội từ hạng ba đến hạng tám sẽ đá play-off để quyết định suất thăng hạng cuối cùng.
Hệ thống play-off có ba vòng và luật chơi như sau:
- Vòng sơ loại gồm 2 trận đấu, 1 trận giữa đội thứ năm và thứ tám và 1 trận giữa đội thứ sáu và thứ bảy, trên sân của đội có thành tích tốt hơn trong mùa giải. Trong trường hợp hòa trong thời gian thi đấu bình thường, hiệp phụ sẽ được diễn ra. Nếu trận đấu vẫn hòa, đội xếp hạng cao hơn sẽ đi tiếp mà không phải đá luân lưu.
- Vòng bán kết là giải đấu hai lượt đi về với trận lượt đi trên sân nhà của các đội đã chơi ở vòng sơ loại và trận lượt về trên sân nhà của các đội xếp thứ ba và thứ tư trong mùa giải. Trong trường hợp có kết quả chung cuộc bằng nhau, đội xếp hạng cao hơn trong mùa giải sẽ vào vòng chung kết mà không cần hiệp phụ và luân lưu.
- Trận chung kết diễn ra giữa 2 đội thắng, trong vòng bán kết, cũng qua hai lượt đi về, trận lượt về diễn ra trên sân nhà của đội có thành tích tốt hơn trong mùa giải. Trong trường hợp hòa, đội có thành tích tốt hơn trong mùa giải sẽ được thăng hạng Serie A mà không cần hiệp phụ hay luân lưu. Trong trường hợp hai đội vào chung kết đều kết thúc mùa giải với số điểm bằng nhau, trận lượt về sẽ bao gồm hiệp phụ và các quả luân lưu nếu được yêu cầu.
Trong khu vực xuống hạng, 3 đội xếp cuối (18, 19 và 20) tự động bị xuống hạng Serie C. Nếu đội xếp thứ 16 hơn đội xếp thứ 17 từ 5 điểm trở lên thì đội xếp thứ 17 trở thành đội thứ 4 (và cuối cùng) bị xuống hạng, nếu không, các điều kiện cho một trận play-off, thường được gọi là play-out, vẫn tồn tại.
Nếu cần phải đá play-off, đội xếp thứ 16 và 17 sẽ đá cặp theo loạt trận hai lượt với lợi thế sân nhà ở trận lượt về nghiêng về đội xếp thứ 16. Đội có tổng điểm cao hơn vẫn ở Serie B trong khi đội thua sẽ trở thành đội thứ tư xuống hạng Serie C. Nếu tỷ số hòa tồn tại khi kết thúc trận đấu quy định của trận lượt về, đội đứng thứ 16 được cứu và đội thứ 17 được cứu. Đội xếp cuối bị xuống hạng, trừ khi hai đội kết thúc mùa giải với số điểm bằng nhau, trong trường hợp đó sẽ phải đá hiệp phụ và đá luân lưu nếu vẫn hòa.

## Vô địch và thăng hạng
| Mùa giải  | Vô địch          | Á quân             | Đội thăng hạng khác                     |
| --------- | ---------------- | ------------------ | --------------------------------------- |
| 1929–30   | Casale           | Legnano            |                                         |
| 1930–31   | Fiorentina       | Bari               |                                         |
| 1931–32   | Palermo          | Padova             |                                         |
| 1932–33   | Livorno          | Brescia            |                                         |
| 1933–34   | Sampierdarenese  | Baria              |                                         |
| 1934–35   | Genoa            | Bari               |                                         |
| 1935–36   | Lucchese         | Novara             |                                         |
| 1936–37   | Livorno          | Atalanta           |                                         |
| 1937–38   | Modenab          | Novarab            |                                         |
| 1938–39   | Fiorentina       | Venezia            |                                         |
| 1939–40   | Atalanta         | Livorno            |                                         |
| 1940–41   | Sampierdarenese  | Modena             |                                         |
| 1941–42   | Bari             | Vicenza            |                                         |
| 1942–43   | Modena           | Brescia            |                                         |
| 1945–46   | Alessandria      | Pro Patriaa        | Napoli                                  |
| 1946–47   | Vô địch miền Bắc | Vô địch miền Trung | Vô địch miền Nam                        |
| 1946–47   | Pro Patria       | Lucchese           | Salernitana                             |
| 1947–48   | Novara           | Padova             | Palermo                                 |
| 1947–48   | Vô địch          | Á quân             | Đội thăng hạng khác                     |
| 1948–49   | Como             | Venezia            |                                         |
| 1949–50   | Napoli           | Udinese            |                                         |
| 1950–51   | SPAL             | Legnano            |                                         |
| 1951–52   | Roma             | Bresciaa           |                                         |
| 1952–53   | Genoa            | Legnano            |                                         |
| 1953–54   | Catania          | Pro Patria         |                                         |
| 1954–55   | Vicenza          | Padova             |                                         |
| 1955–56   | Udinese          | Palermo            |                                         |
| 1956–57   | Hellas Verona    | Alessandria        |                                         |
| 1957–58   | Triestina        | Bari               |                                         |
| 1958–59   | Atalanta         | Palermo            |                                         |
| 1959–60   | Torino           | Lecco              | Catania                                 |
| 1960–61   | Venezia          | Mantova            | Palermo                                 |
| 1961–62   | Genoa            | Napoli             | Modena                                  |
| 1962–63   | Messina          | Bari               | Lazio                                   |
| 1963–64   | Varese           | Cagliari           | Foggia                                  |
| 1964–65   | Brescia          | Napoli             | SPAL                                    |
| 1965–66   | Venezia          | Lecco              | Mantova                                 |
| 1966–67   | Sampdoria        | Varese             |                                         |
| 1967–68   | Palermo          | Hellas Verona      | Pisa                                    |
| 1968–69   | Lazio            | Brescia            | Bari                                    |
| 1969–70   | Varese           | Foggia             | Catania                                 |
| 1970–71   | Mantova          | Atalanta           | Catanzaro                               |
| 1971–72   | Ternana          | Lazio              | Palermo                                 |
| 1972–73   | Genoa            | Cesena             | Foggia                                  |
| 1973–74   | Varese           | Ascoli             | Ternana                                 |
| 1974–75   | Perugia          | Como               | Hellas Verona                           |
| 1975–76   | Genoa            | Catanzaro          | Foggia                                  |
| 1976–77   | Vicenza          | Atalanta           | Pescara                                 |
| 1977–78   | Ascoli           | Catanzaro          | Avellino                                |
| 1978–79   | Udinese          | Cagliari           | Pescara                                 |
| 1979–80   | Como             | Pistoiese          | Brescia                                 |
| 1980–81   | Milan            | Genoa              | Cesena                                  |
| 1981–82   | Hellas Verona    | Pisa               | Sampdoria                               |
| 1982–83   | Milan            | Lazio              | Catania                                 |
| 1983–84   | Atalanta         | Como               | Cremonese                               |
| 1984–85   | Pisa             | Lecce              | Bari                                    |
| 1985–86   | Ascoli           | Brescia            | Empoli                                  |
| 1986–87   | Pescara          | Pisa               | Cesena                                  |
| 1987–88   | Bologna          | Lecce              | Lazio, Atalanta                         |
| 1988–89   | Genoa            | Bari               | Udinese, Cremonese                      |
| 1989–90   | Torino           | Pisa               | Cagliari, Parma                         |
| 1990–91   | Foggia           | Hellas Verona      | Cremonese, Ascoli                       |
| 1991–92   | Brescia          | Pescara            | Ancona, Udinese                         |
| 1992–93   | Reggiana         | Cremonese          | Piacenza, Lecce                         |
| 1993–94   | Fiorentina       | Bari               | Brescia, Padova                         |
| 1994–95   | Piacenza         | Udinese            | Vicenza, Atalanta                       |
| 1995–96   | Bologna          | Hellas Verona      | Perugia, Reggiana                       |
| 1996–97   | Brescia          | Empoli             | Lecce, Bari                             |
| 1997–98   | Salernitana      | Venezia            | Cagliari, Perugia                       |
| 1998–99   | Hellas Verona    | Torino             | Reggina, Lecce                          |
| 1999–2000 | Vicenza          | Atalanta           | Brescia, Napoli                         |
| 2000–01   | Torino           | Piacenza           | Chievo, Venezia                         |
| 2001–02   | Como             | Modena             | Reggina, Empoli                         |
| 2002–03   | Siena            | Sampdoria          | Lecce, Ancona                           |
| 2003–04   | Palermo          | Cagliari           | Livorno, Messina, Atalanta, Fiorentinac |
| 2004–05   | Empoli           | Torinoa            | Treviso, Ascoli                         |
| 2005–06   | Atalanta         | Catania            | Torino                                  |
| 2006–07   | Juventus         | Napoli             | Genoa                                   |
| 2007–08   | Chievo           | Bologna            | Lecce                                   |
| 2008–09   | Bari             | Parma              | Livorno                                 |
| 2009–10   | Lecce            | Cesena             | Brescia                                 |
| 2010–11   | Atalanta         | Siena              | Novara                                  |
| 2011–12   | Pescara          | Torino             | Sampdoria                               |
| 2012–13   | Sassuolo         | Hellas Verona      | Livorno                                 |
| 2013–14   | Palermo          | Empoli             | Cesena                                  |
| 2014–15   | Carpi            | Frosinone          | Bologna                                 |
| 2015–16   | Cagliari         | Crotone            | Pescara                                 |
| 2016–17   | SPAL             | Hellas Verona      | Benevento                               |
| 2017–18   | Empoli           | Parma              | Frosinone                               |
| 2018–19   | Brescia          | Lecce              | Hellas Verona                           |
| 2019–20   | Benevento        | Crotone            | Spezia                                  |
| 2020–21   | Empoli           | Salernitana        | Venezia                                 |
| 2021–22   | Lecce            | Cremonese          | Monza                                   |
| 2022–23   | Frosinone        | Genoa              | Cagliari                                |

a Không được thăng hạng khi xuống hạng Serie A.
b Modena và Novara đều được trao giải vô địch mùa 1937–38.
c Sáu đội được thăng hạng mùa giải 2003–04 do Serie A mở rộng từ 18 lên 20 đội.

## Thống kê

### Thành tích câu lạc bộ
Cập nhật đến hết mùa giải 2022–23
| Câu lạc bộ      | Vô địch | Á quân | Năm vô địch                        |
| --------------- | ------- | ------ | ---------------------------------- |
| Genoa           | 6       | 2      | 1935, 1953, 1962, 1973, 1976, 1989 |
| Atalanta        | 5       | 3      | 1940, 1959, 1984, 2006, 2011       |
| Palermo         | 5       | 2      | 1932, 1948, 1968, 2004, 2014       |
| Bari            | 4       | 6      | 1935, 1942, 1946, 2009             |
| Brescia         | 4       | 6      | 1965, 1992, 1997, 2019             |
| Hellas Verona   | 3       | 5      | 1957, 1982, 1999                   |
| Novara          | 3       | 3      | 1927, 1938, 1948                   |
| Como            | 3       | 2      | 1949, 1980, 2002                   |
| Torino          | 3       | 2      | 1960, 1990, 2001                   |
| Vicenza         | 3       | 1      | 1955, 1977, 2000                   |
| Varese          | 3       | 1      | 1964, 1970, 1974                   |
| Empoli          | 3       | 1      | 2005, 2018, 2021                   |
| Fiorentina      | 3       | –      | 1931, 1939, 1994                   |
| Napoli          | 2       | 3      | 1946, 1950                         |
| Venezia         | 2       | 3      | 1961, 1966                         |
| Udinese         | 2       | 2      | 1956, 1979                         |
| Pescara         | 2       | 2      | 1987, 2012                         |
| Lecce           | 2       | 2      | 2010, 2022                         |
| Livorno         | 2       | 1      | 1933, 1937                         |
| Salernitana     | 2       | 1      | 1947, 1998                         |
| Ascoli          | 2       | 1      | 1978, 1986                         |
| Bologna         | 2       | 1      | 1988, 1996                         |
| Sampierdarenese | 2       | –      | 1934, 1941                         |
| Lucchese        | 2       | –      | 1936, 1947                         |
| SPAL            | 2       | –      | 1951, 2017                         |
| Milan           | 2       | –      | 1981, 1983                         |
| Modena          | 1       | 4      | 1943                               |
| Pisa            | 1       | 4      | 1985                               |
| Padova          | 1       | 3      | 1948                               |
| Cagliari        | 1       | 3      | 2016                               |
| Pro Patria      | 1       | 2      | 1947                               |
| Lazio           | 1       | 2      | 1969                               |
| Perugia         | 1       | 2      | 1975                               |
| Alessandria     | 1       | 1      | 1946                               |
| Catania         | 1       | 1      | 1954                               |
| Sampdoria       | 1       | 1      | 1967                               |
| Mantova         | 1       | 1      | 1971                               |
| Ternana         | 1       | 1      | 1972                               |
| Foggia          | 1       | 1      | 1991                               |
| Reggiana        | 1       | 1      | 1993                               |
| Piacenza        | 1       | 1      | 1995                               |
| Siena           | 1       | 1      | 2003                               |
| Frosinone       | 1       | 1      | 2023                               |
| Spezia          | 1       | –      | 1929                               |
| Casale          | 1       | –      | 1930                               |
| Roma            | 1       | –      | 1952                               |
| Triestina       | 1       | –      | 1958                               |
| Messina         | 1       | –      | 1963                               |
| Juventus        | 1       | –      | 2007                               |
| Chievo          | 1       | –      | 2008                               |
| Sassuolo        | 1       | –      | 2013                               |
| Carpi           | 1       | –      | 2015                               |
| Benevento       | 1       | –      | 2020                               |
| Legnano         | –       | 4      | –                                  |
| Catanzaro       | –       | 2      | –                                  |
| Cesena          | –       | 2      | –                                  |
| Cremonese       | –       | 2      | –                                  |
| Crotone         | –       | 2      | –                                  |
| Lecco           | –       | 2      | –                                  |
| Parma           | –       | 2      | –                                  |
| Pistoiese       | –       | 1      | –                                  |
| Treviso         | –       | 1      | –                                  |